# Seznam představitelů Přerova
Toto je seznam představitelů města Přerov (tedy nejvyšších představitelů tohoto města v různých historických obdobích jako starostové, primátoři nebo předsedové MNV a MěNV).

## Seznam starostů Přerova v letech 1850–1919
- Lazar Gross (1850–1853)
- Josef Doležel (1853–1855)
- Karel Vyhnálek (1855–1861)
- František Kramář (1861–1866, zemřel v úřadu na epidemii cholery)
- Josef Dostal (1866–1873)
- Jindřich Matzenauer (1874–1883)
- František Skácelík (1883–1889)
- František Štěpka (1890–1896), staročeši[1]
- František Tropper (1896–1910)
- Donát Tichý (1910–1913)
- Matouš Havránek (1913–1919)

## Seznam starostů Přerova v letech 1919–1945
- Josef Vdolek (1919–1923), ČSSD
- Karel Bořecký (1923–1927)
- Josef Vdolek (1927–1931), ČSSD
- Richard Kleiber (1931–1938), ČSSD
- František Lančík (1938–1939), ČSSD
- Jan Moulík (1939–1940)
- Karel Nachtigal (1940)
- Karl Kavka von Sittaheim (1940), vládní komisař
- Hans Petzny (1941–1945), vládní komisař

## Seznam předsedů MNV a MěNV Přerova v letech 1945–1990
- Jiří Kárný (1945), KSČ
- Jaromír Možíš (1945–1947), KSČ
- Vojtěch Černík (1947–1950), KSČ
- Břetislav Nedbal (1950–1957), KSČ
- Zdeněk Vychodil (1957–1962), KSČ
- Oldřich Harašta (1962–1964), KSČ
- Karel Rosmus (1964–1969), KSČ
- Ladislav Jambor (1970–1981), KSČ
- Milan Štaffl (1981–1989), KSČ

## Seznam starostů a primátorů Přerova po roce 1990
- Petr Dutko (1990–1998), ČSNS, Svobodní demokraté (OH)
- Jindřich Valouch (1998–2006), ČSSD, od r. 2006 jako primátor
- Jiří Lajtoch (2006–2014), ČSSD
- Vladimír Puchalský (2014–2018), Společně pro Přerov[2]
- Petr Měřínský (2018–2022), ANO
- Petr Vrána (od 2022), ANO